# Медли, Билл
Билл Ме́дли (англ. Bill Medley; полное имя — Уи́льям То́мас Ме́дли (англ. William Thomas Medley); род. 19 сентября 1940 года, Санта-Ана, Калифорния, США) — американский певец и автор песен, наиболее известный как участник дуэта The Righteous Brothers. Обладает бас-баритонным голосом, которым исполняет такие песни, как, например, «You’ve Lost That Lovin' Feelin'». Он написал несколько песен для дуэта, включая «Unchained Melody» и «Soul and Inspiration».
Билл Медли также является успешным сольным артистом. Наибольшую популярность ему принёс сингл «(I’ve Had) The Time of My Life», исполненный в дуэте с певицей Дженнифер Уорнс.

## Биография

### Ранние годы
Билл Медли родился 19 сентября 1940 года в городе Санта-Ана, штат Калифорния, в семье Сингла и Ирмы Медли. В 1958 году он окончил среднюю школу Санта-Аны. Билл воспитывался в традициях пресвитерианства, пел в церковном хоре. У его родителей была своя свинг-группа. Слушая по радио музыку в исполнении темнокожих музыкантов, Билл заинтересовался ритм-энд-блюзом. Его любимыми исполнителями были Литл Ричард, которого он впервые услышал в 15 лет, а также Рэй Чарльз, Бобби Блэнд, Би Би Кинг и др..
Сначала Медли создал поющий дуэт The Romancers со своим другом Доном Федуччиа, который также играл на гитаре. Билл начал писать песни и делать многодорожечные записи в своей гостиной. В 19 лет у него были две песни — «Womaling» и «Chimes My Heart», записанные с вокальной группой The Diamonds. Затем, в 1960 году, Медли и Федуччиа сформировали команду под названием The Paramours с Сэлом Фазуло и Ником Тутурро, к которым позже присоединились Майк Райдер и Барри Риллера. Первым делом группа выступила в ресторане Little Italy в Анахайме. The Paramours подписала контракт co Smash Records, дочерним лейблом Mercury Records и в 1961 году выпустила такие песни, как «That’s the Way We Love» и «Miss Social Climber».

### The Righteous Brothers

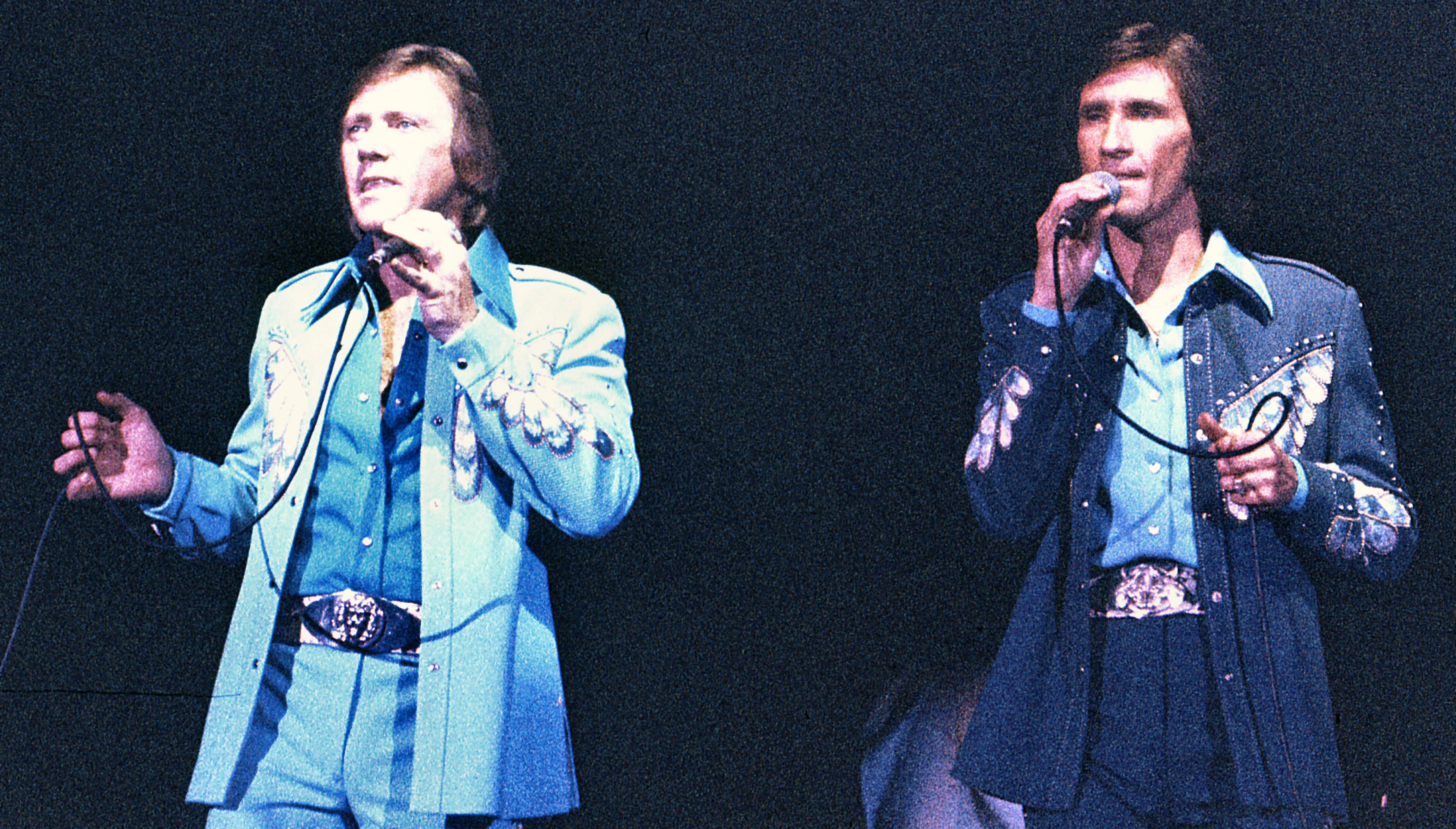
Выступление дуэта The Righteous Brothers (Билл Медли справа)

Вскоре Медли через своего напарника Барри Риллеру познакомился с Бобби Хэтфилдом, вместе с которым Барри выступал в другой группе из Анахайма — The Variations. В 1962 году они сформировали новую группу, сохранив прежнее название Paramours, в которую вошёл саксофонист Джон Уимбер, впоследствии основавший движение «Церковь виноградника» (The Vineyard Church). Они выступали в ночном клубе The Black Derby в Санта-Ане, а в декабре 1962 года под небольшим лейблом Moonglow выпустили сингл «There She Goes (She’s Walking Away)». Группа не очень преуспела и в 1963 году распалась, однако Медли и Хэтфилд в 1963-м продолжили выступать в дуэте. Они приняли название The Righteous Brothers, и первым их синглом стал записанный Медли «Little Latin Lupe Lu», который был издан под лейблом Moonglow Records. Медли также записывался и как сольный исполнитель, выпустив с Moonglow сингл «Gotta Tell You How I Feel», который не попал в чарты.
В 1964 году The Righteous Brothers появились в шоу с другими группами в Cow Palace в Сан-Франциско, где ими на протяжении всего концерта руководил Фил Спектор. Спектор был впечатлён дуэтом и организовал им запись под своим собственным лейблом Philles Records. В 1965 году они выпустили первый хит номер один «You’ve Lost That Lovin' Feelin'», продюсером которого был Фил Спектор. По данным музыкального издания Broadcast Music, Inc., «You’ve Lost That Lovin' Feelin'» является самой популярной песней в истории американского радио. С Philles Records они также записали и другие песни, такие как «Unchained Melody». В части синглов, как, например, «You’ve Lost That Lovin' Feelin'» и «Just Once in My Life», вокалистом был в основном Билл Медли, но в нескольких синглах, таких как «Unchained Melody» и «Ebb Tide», Хэтфилд исполнял песни сольно.
В 1966 году дуэт прекратил сотрудничество с Филом Спектором и подписал контракт с компанией Verve Records, с которой они выпустили хит «Soul and Inspiration». В 1968 году дуэт был распущен, так как Билл решил делать сольную карьеру. Медли трижды выступал с сольными программами в Лас-Вегасе, но в результате увеличившейся нагрузки потерял на некоторое время голос. По совету Бобби Хэтфилда, в 1974 году дуэт The Righteous Brothers был восстановлен. Они подписали контракт с компанией Haven Records, с помощью которой записали хит «Rock and Roll Heaven». В 1976 году, после трагической гибели первой жены Билла Карен О’Грейди, он решил на некоторое время приостановить музыкальную карьеру, чтобы позаботиться о своём десятилетнем сыне Даррине. Дуэт был восстановлен в 1981 году во время 30-го выпуска телепередачи «American Bandstand», в которой они исполнили новую версию своей песни «Rock and Roll Heaven». Хотя Медли в 1980-е годы сосредоточил своё внимание на сольной карьере, они с Хэтфилдом всё равно время от времени продолжали выступать вместе. В 1990-х дуэт снова стал популярным благодаря песне «Unchained Melody», которая в 1990 году была использована в фильме режиссёра Джерри Цукера «Привидение». The Righteous Brothers вновь стали активно гастролировать. В марте 2003 года они были введены Билли Джоэлом в Зал славы рок-н-ролла. После смерти Бобби Хэтфилда 5 ноября 2003 года дуэт распался.

### Сольная карьера
У Медли также была довольно успешная сольная карьера. В 1968 году он впервые записал «I Can’t Make It Alone» (автор Кэрол Кинг), но песня не оказала большого влияния. Следующие синглы «Brown Eyed Woman» (авторы Барри Манн и Синтия Уэйл) и «Peace, Brother, Peace» оказались лучше и вошли в Top 40 Pop. В 1969 году Медли выиграл второе место на фестивале «Internacional da Cançāo» в Рио-де-Жанейро с песней Джимми Уэба «Evie». На церемонии вручения премии «Грэмми» 1969 года Медли исполнил песню «Hey Jude», после чего подписал контракт с лейблом A&M Records, с которым выпустил ряд записей. Одна из них, «Freedom and Fear» из альбома Wings Мишеля Коломбье, была номинирована на «Грэмми» в 1972 году.
Медли издал несколько сольных альбомов в 1970-е и 1980-е годы и в 1980-х пережил возрождение своей карьеры. В 1980-м он выпустил альбом Sweet Thunder, содержащий версию песни «Don’t Know Much», которая была первоначально написана и исполнена Барри Манном в том же году. Он подписал контракт с Planet Records в 1982-м, a позже с RCA Records. В 1984 и 1985 годах пять его синглов попали в чарты Hot Country Songs, это: «Til Your Memory’s Gone», «I Still Do» «I’ve Always Got the Heart to Sing the Blues», «Is There Anything I Can Do» и «Woman in Love».
В 1987 году песня, исполненная им в дуэте с Дженнифер Уорнс, «(I’ve Had) The Time of My Life» была включена в альбом саундтреков фильма «Грязные танцы», а сингл занял первое место в Billboard Hot 100. Песня выиграла премию «Грэмми» 1988 года в категории «За лучшую поп-композицию дуэта или группы с вокалом и „Оскаром“ 1988 года» и в категории «За лучшую оригинальную песню для композиторов». Ныне «(I’ve Had) The Time of My Life» часто передают по радио и телевидению во всём мире в исполнении не только Медли и Уорнс, но и других дуэтов.
Среди других известных песен Билла Медли: «Most of All You», заключительная тема к фильму «Высшая лига»; «Friday Night’s A Great Night For Football» из фильма Тони Скотта «Последний бойскаут»; тематическая песня «Just The Ten of Us» для спин-офф комедии «Growing Pains». Он также сотрудничал с Джорджо Мородером, с которым записал песню «He Ain’t Heavy, He’s My Brother», ставшую хитом в Великобритании в 1988 году. Кроме того, он записал видео на песню, которая также использовалась в качестве темы финального фильма о Рэмбо «Рэмбо III». Медли продолжает выступать сольно после смерти Бобби Хэтфилда в 2003 году.
В 1990 году Билл появился в эпизоде из двух частей «Finally!» («Наконец-то!») популярного комедийного телесериала «Весёлая компания». В 1998 году Мэдли вместе с Дженнифер Уорнс спел песню «Show Me the Light», которую использовали во время финальных титров мультфильма «Оленёнок Рудольф». Он также записал вокальный трек для песни «Lullabye» на сольном альбоме Джимми Чемберлина (известного по группе Smashing Pumpkins) Life Begins Again.
С середины до конца 2000-х Медли выступал в основном в Брэнсоне, штат Миссури, в Американском театре эстрадного оркестра Дика Кларка (Dick Clark’s American Bandstand Theater), в Театре Лунной реки Энди Уильямса (Andy Williams’ Moon River Theater) и в Старлайт-театре (The Starlite Theater). Позже он также начал гастролировать со своей дочерью МакКенной и её 3-бутылочной группой (3-Bottle Band). 24 ноября 2013 года он впервые выступил с концертом в Великобритании на Уэмбли Арене.
Билл Медли написал мемуары, опубликованные в апреле 2014 года, под названием «The Time of My Life: A Righteous Brother’s Memoir» («Время моей жизни: мемуары праведного брата»).
В январе 2016 года Медли объявил, что впервые с 2003 года возродит The Righteous Brothers в партнёрстве с новым певцом Баки Хёрдом.

## Личная жизнь
Билл Медли встретил свою первую жену Карен О’Грейди в церкви, в 1963 году начал с ней встречаться. В начале музыкальной карьеры Билла они поженились. В 1965 году у них родился сын Даррин, но когда Даррину было около пяти лет, они развелись. Медли также женился на Сьюзи Робертсон в 1970 году, а затем на Дженис Горхэм, но оба этих брака вскоре распались. У него были отношения с рядом других женщин, включая Дарлин Лав, Мэри Уилсон и Конни Фрэнсис. Мэдли был также близким другом Элвиса Пресли.
В январе 1976 года его первая жена Карен была изнасилована и убита незнакомцем, после чего Медли решил сделать перерыв в музыкальной карьере, чтобы присматривать за своим 10-летним сыном Даррином. Убийство не было раскрыто, и Медли нанял частного детектива, чтобы выследить убийцу. 27 января 2017 года департамент шерифа округа Лос-Анджелес объявил, что следователи использовали противоречивый метод тестирования ДНК, чтобы раскрыть убийство, совершённое несколько десятилетий назад. Отдел шерифа заявил, что дело «было раскрыто с помощью фамильной ДНК, которая опознала убийцу»; им оказался Кеннет Тройер, отбывавший срок за преступления на сексуальной почве, который сбежал из тюрьмы и был убит полицией в 1982 году.
На своей нынешней жене Пауле Медли женился в 1986 году. У пары есть дочь МакКенна, она тоже певица и выступает с отцом как со своим партнёром по дуэту в «Time of My Life» во время его гастрольных туров.

## Дискография

### Альбомы
| Год                                             | Альбом                      | Позиции в чартах | Позиции в чартах | Лейбл          |
| Год                                             | Альбом                      | US               | US Country       | Лейбл          |
| ----------------------------------------------- | --------------------------- | ---------------- | ---------------- | -------------- |
| 1968                                            | Bill Medley 100 %           | 188              | —                | MGM            |
| 1969                                            | Soft and Soulful            | 152              | —                | MGM            |
| 1970                                            | Gone                        | —                | —                | A&M            |
| 1970                                            | Someone Is Standing Outside | —                | —                | A&M            |
| 1971                                            | A Song for You              | —                | —                | A&M            |
| 1973                                            | Smile                       | —                | —                | A&M            |
| 1978                                            | Lay a Little Lovin' on Me   | —                | —                | United Artists |
| 1980                                            | Sweet Thunder               | —                | —                |                |
| 1982                                            | Right Here and Now          | —                | —                | Planet         |
| 1984                                            | I Still Do                  | —                | 58               | RCA            |
| 1985                                            | Still Hung Up on You        | —                | —                | RCA            |
| 1988                                            | The Best of Bill Medley     | —                | —                | MCA/Curb       |
| 1993                                            | Going Home                  | —                | —                | Essential      |
| 2007                                            | Damn Near Righteous         | —                | —                |                |
| прочерк «—» означает отсутствие альбома в чарте |                             |                  |                  |                |

### Синглы
| Год                                            | Сингл                                                     | Верхние позиции в чартах | Верхние позиции в чартах | Верхние позиции в чартах | Верхние позиции в чартах | Верхние позиции в чартах | Верхние позиции в чартах | Верхние позиции в чартах | Альбом                     |
| Год                                            | Сингл                                                     | US Country               | US                       | US AC                    | CAN Country              | CAN                      | CAN AC                   | UK                       | Альбом                     |
| ---------------------------------------------- | --------------------------------------------------------- | ------------------------ | ------------------------ | ------------------------ | ------------------------ | ------------------------ | ------------------------ | ------------------------ | -------------------------- |
| 1968                                           | «I Can’t Make It Alone»                                   | —                        | 95                       | —                        | —                        | 63                       | —                        | —                        | Bill Medley 100 %          |
| 1968                                           | «Brown Eyed Woman»                                        | —                        | 43                       | —                        | —                        | 36                       | —                        | —                        | Bill Medley 100 %          |
| 1968                                           | «Peace Brother Peace»                                     | —                        | 48                       | —                        | —                        | 46                       | —                        | —                        | Soft and Soulful           |
| 1969                                           | «This Is a Love Song»                                     | —                        | 112                      | —                        | —                        | —                        | —                        | —                        | сингл вне альбома          |
| 1979                                           | «Statue of a Fool»                                        | 91                       | —                        | —                        | —                        | —                        | —                        | —                        | Lay a Little Lovin' on Me  |
| 1981                                           | «Don’t Know Much»                                         | —                        | 88                       | 29                       | —                        | —                        | —                        | —                        | Sweet Thunder              |
| 1982                                           | «Right Here and Now»                                      | —                        | 58                       | 31                       | —                        | —                        | —                        | —                        | Right Here and Now         |
| 1984                                           | «Til Your Memory’s Gone»                                  | 28                       | —                        | —                        | 20                       | —                        | —                        | —                        | I Still Do                 |
| 1984                                           | «I Still Do»                                              | 17                       | —                        | 25                       | 22                       | —                        | —                        | —                        | I Still Do                 |
| 1984                                           | «I’ve Always Got the Heart to Sing the Blues»             | 26                       | —                        | —                        | 41                       | —                        | —                        | —                        | I Still Do                 |
| 1985                                           | «Is There Anything I Can Do»                              | 47                       | —                        | —                        | 46                       | —                        | —                        | —                        | Still Hung Up on You       |
| 1985                                           | «Women in Love»                                           | 55                       | —                        | —                        | —                        | —                        | —                        | —                        | Still Hung Up on You       |
| 1986                                           | «Loving on Borrowed Time» (с Глэдис Найт)                 | —                        | —                        | 16                       | —                        | —                        | —                        | —                        | саундтрек к фильму «Кобра» |
| 1987                                           | «(I've Had) The Time of My Life» (дуэт с Дженнифер Уорнс) | —                        | 1                        | 1                        | —                        | 1                        | 3                        | 6                        | The Best of Bill Medley    |
| 1988                                           | «He Ain’t Heavy, He’s My Brother»                         | —                        | —                        | 49                       | —                        | —                        | —                        | 25                       | The Best of Bill Medley    |
| прочерк «—» означает отсутствие сингла в чарте |                                                           |                          |                          |                          |                          |                          |                          |                          |                            |